# Cygnus CRS Orb-2
Cygnus CRS Orb-2 nebo Orbital Sciences CRS Flight 2 je třetí misí nákladní kosmické lodi Cygnus, kterou vyvinula a postavila společnost Orbital Sciences Corporation. Kosmická loď použitá při tomto startu byla pojmenována po astronautovi NASA Janice Voss. Start na raketě Antares z kosmodromu MARS (Mid-Atlantic Regional Spaceport) se uskutečnil 13. července 2014, 16:52:14 UTC a po necelých třech dnech letu loď doletěla ke stanici, kde byla zachycena robotickou paží Canadarm 2, která se postarala o připojení lodi k Mezinárodní vesmírné stanici.

## Start
Start mise CRS Orb-2 byl původně naplánován na 1. května 2014, následně byl odložen na 6. května 2014, potom na 17. června 2014, poté na 1. července 2014, 10. července 2014 a 11. července 2014 kvůli problémům během testování jednoho z motorů AJ-26, následně na 12. července 2014 kvůli špatnému počasí a poslední odklad byl na 13. července 2014, opět kvůli počasí.
Mise Cygnus CRS Orb-2 odstartovala z rampy 0A na kosmodromu Mid-Atlantic Regional Spaceport (MARS) 13. července 2014, 16:52:14 UTC. O start se postarala raketa Antares ve verzi 120, která vypustila kosmickou loď na nízké oběžné dráze Země (LEO). Krátce po oddělení od druhého stupně rakety Antares rozložila kosmická loď své solární panely, které jí dodávaly elektrickou energii během letu k a od ISS.

## Přílet k ISS
Kosmická loď Cygnus dorazila k ISS 3 dny po startu, 16. července 2014. Po nezbytných kontrolách se loď přiblížila k ISS na 12 metrů, kde vyčkávala na zachycení robotickou paží Canadarm 2, k záchytu došlo v 10:36 UTC. Robotická paže se pak postarala o připojení lodi na dokovací port na modulu Harmony v 12:53 UTC.

## Náklad
Kosmická loď na ISS dovezla 1 650 kilogramů nákladu, který zahrnoval:
- 764 kilogramů potřeb pro posádku
- 355 kilogramů staničního hardwaru
- 327 kilogramů vědeckých experimentů
- 8,2 kilogramu počítačového vybavení
- 39 kilogramů potřeb pro výstupy do volného vesmíru

Na palubě bylo také 32 cubesatů:
- Flock-1 (28x)
- TechEdSat 4
- MicroMAS
- GEARRS 1
- Lambdasat

## Konec mise
15. srpna 2014 v 09:14 UTC robotická paže Canadarm 2 oddělila kosmickou loď od stanice. Od robotické paže se pak loď oddělila v 10:40 UTC a provedla sérii manévrů, které zajistily odlet od stanice. V následujících dnech pak kosmická loď vstoupila do atmosféry nad jižním Pacifikem, kde shořela i s 1 470 kilogramy odpadu.

## Galerie

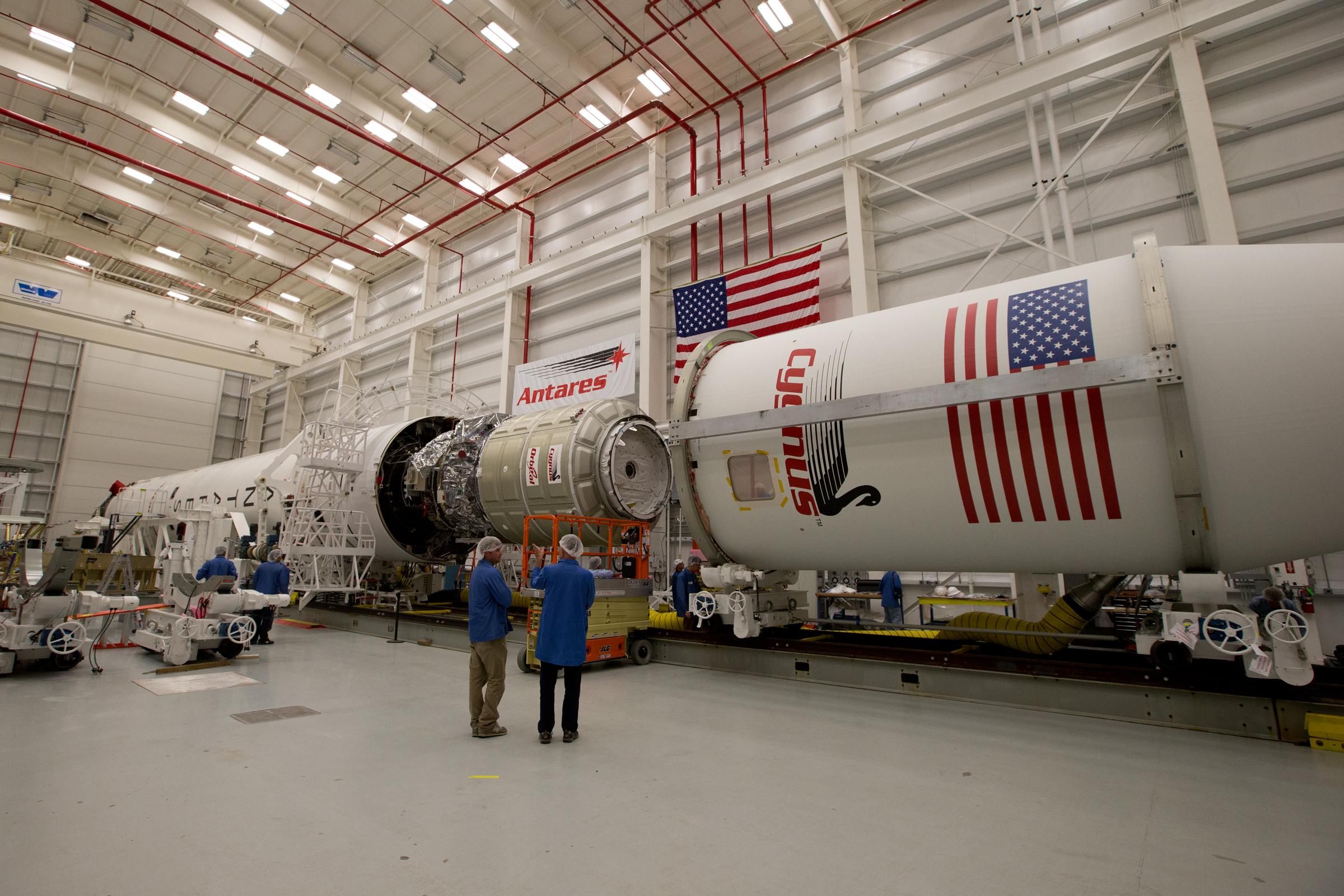
Integrace kosmické lodi Cygnus s nosnou raketou Antares.
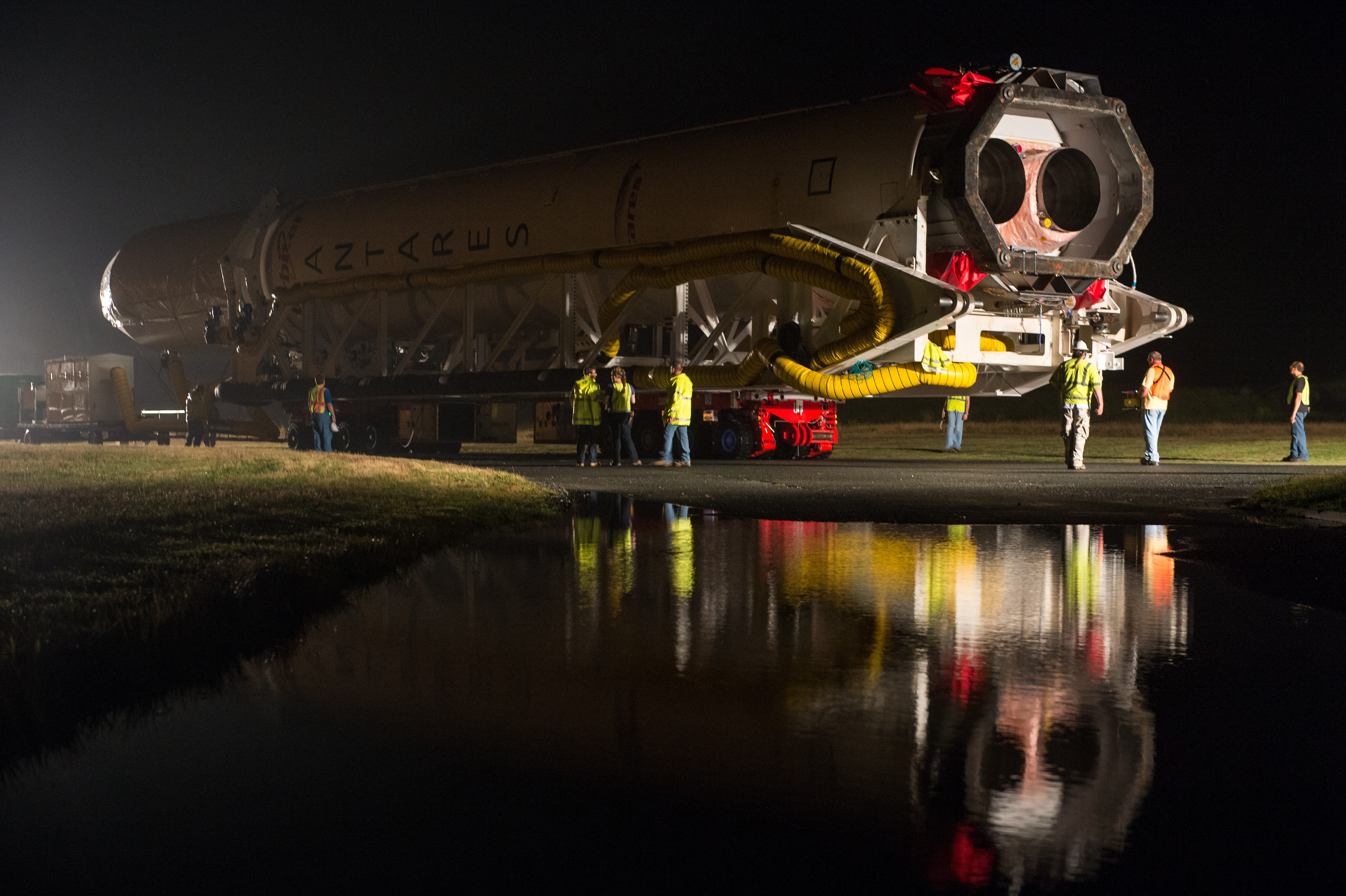
Vývoz rakety Antares kosmickou lodí Cygnus na startovací rampu.
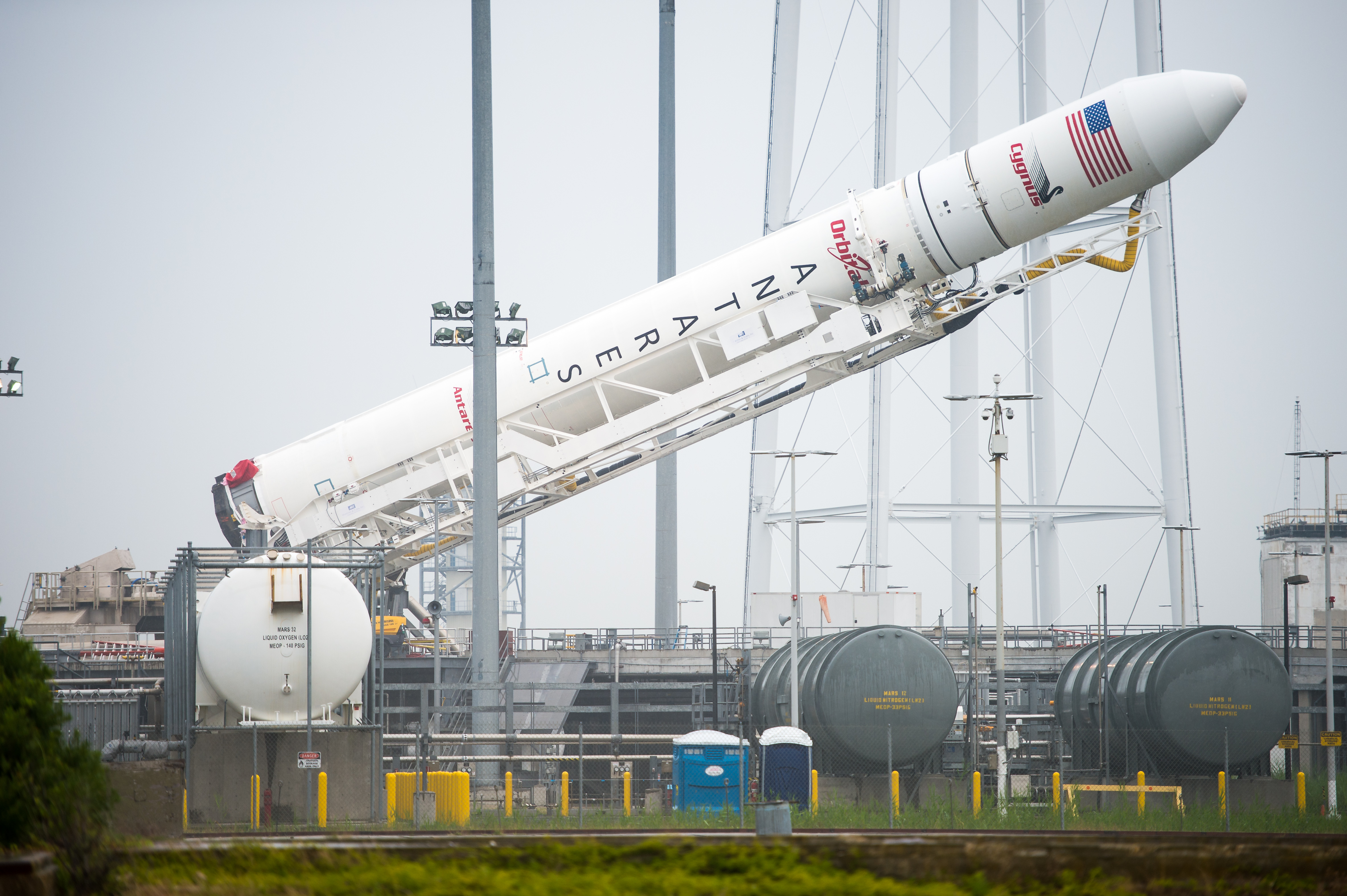
Vztyčování rakety Antares na startovací rampě.
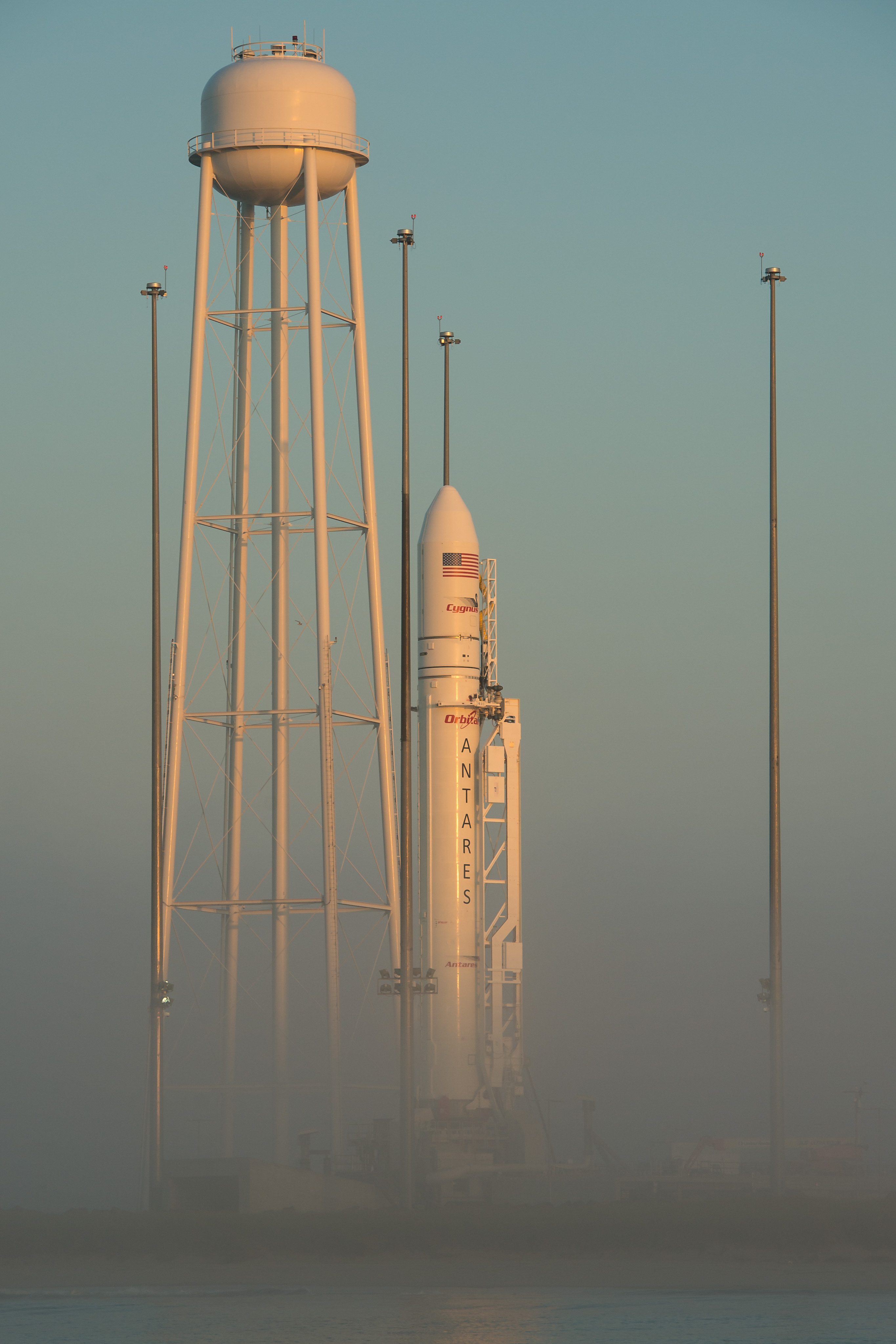
Raketa Antares na startovací rampě.
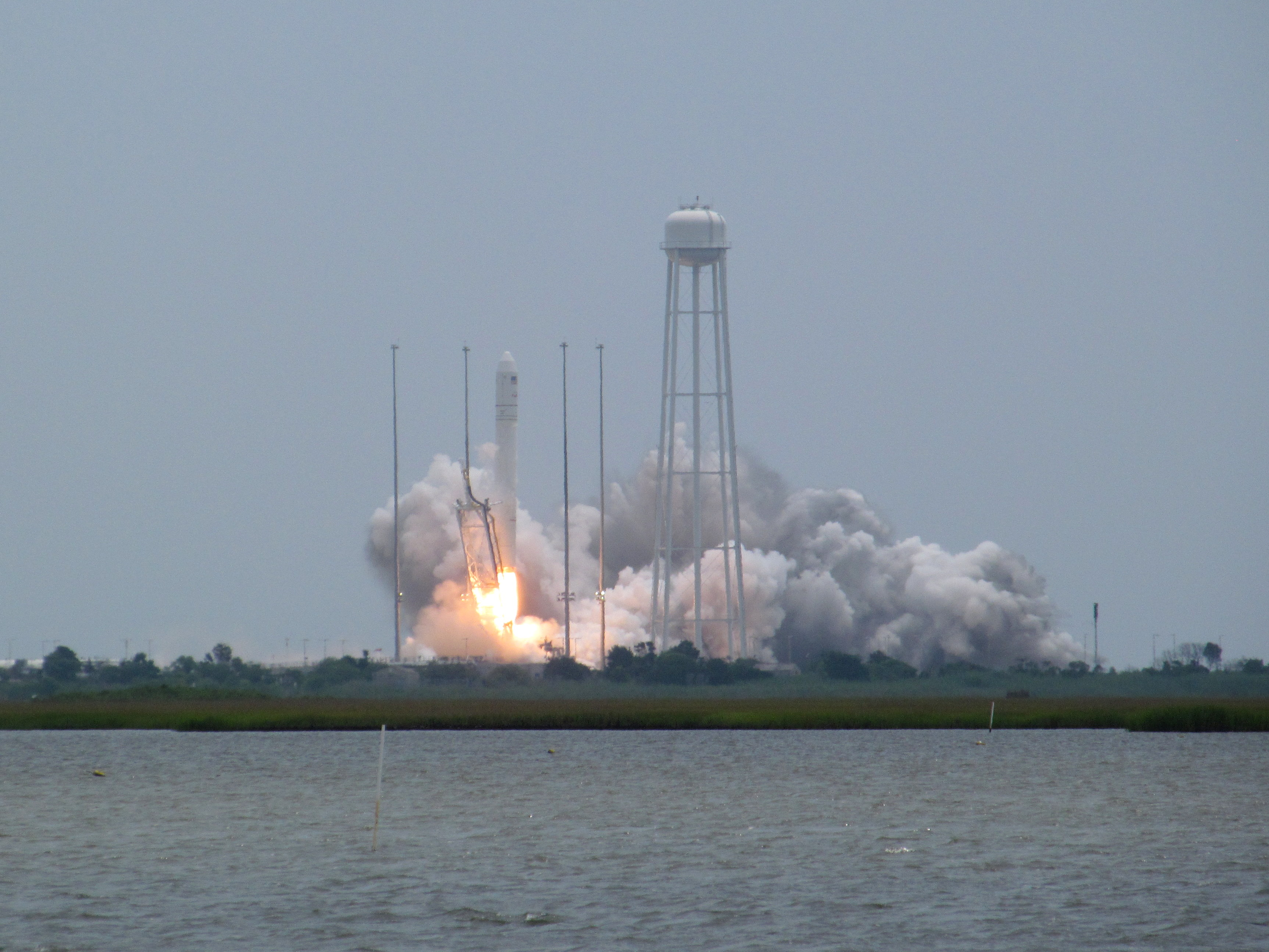
Start mise CRS Orb-2.
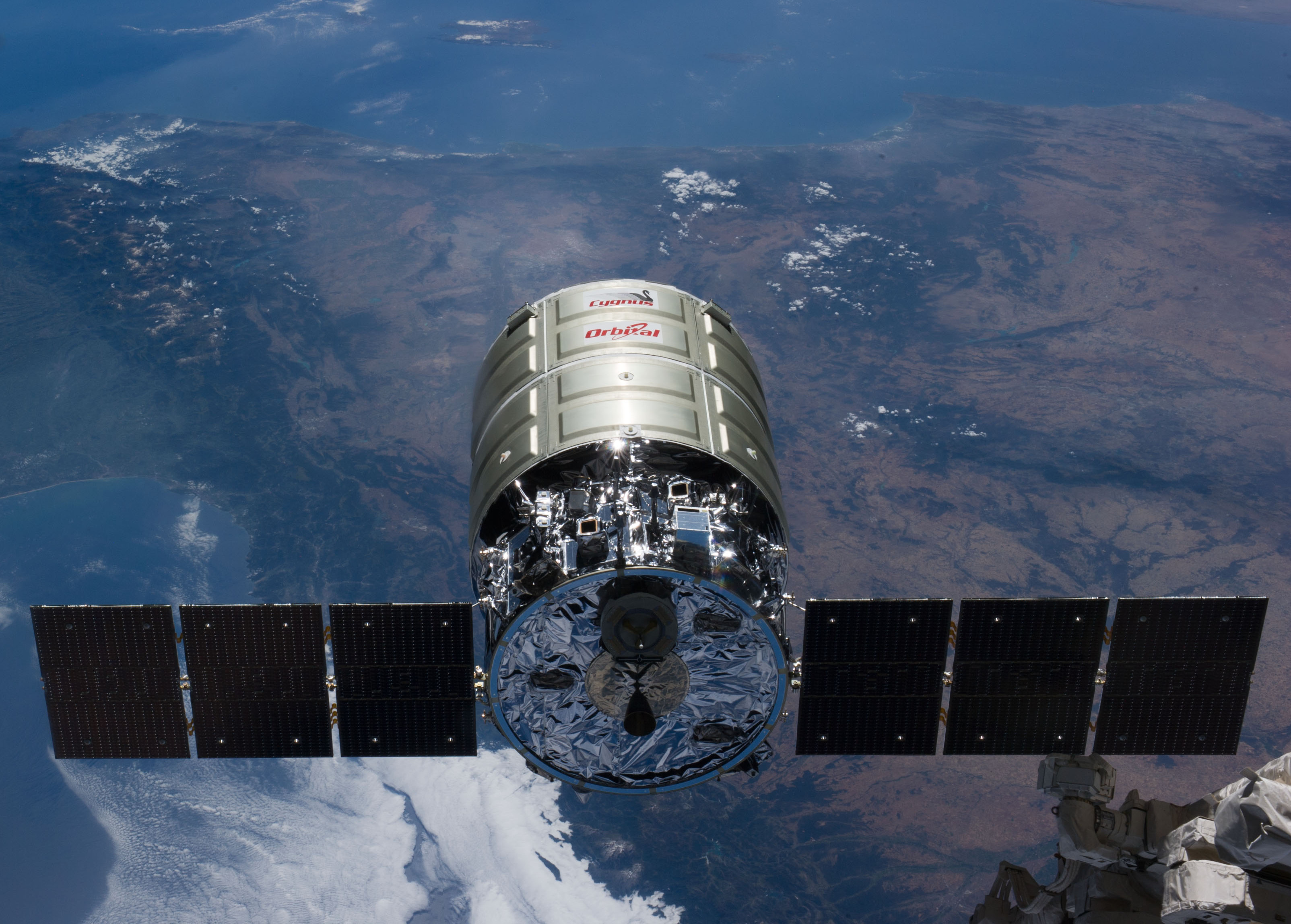
Cygnus CRS Orb-2 u ISS.
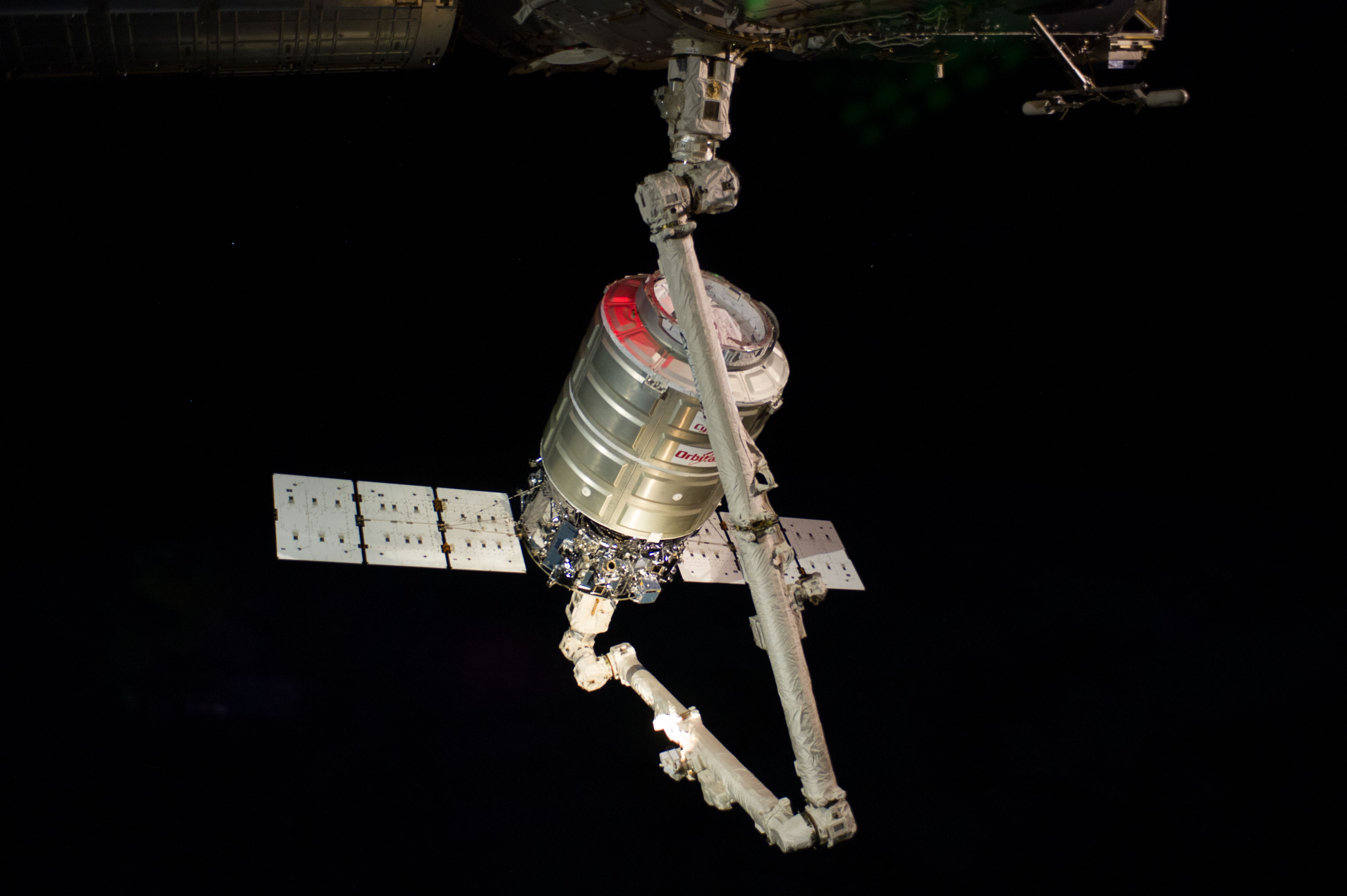
Cygnus CRS Orb-2 u ISS.